# ابرشرور

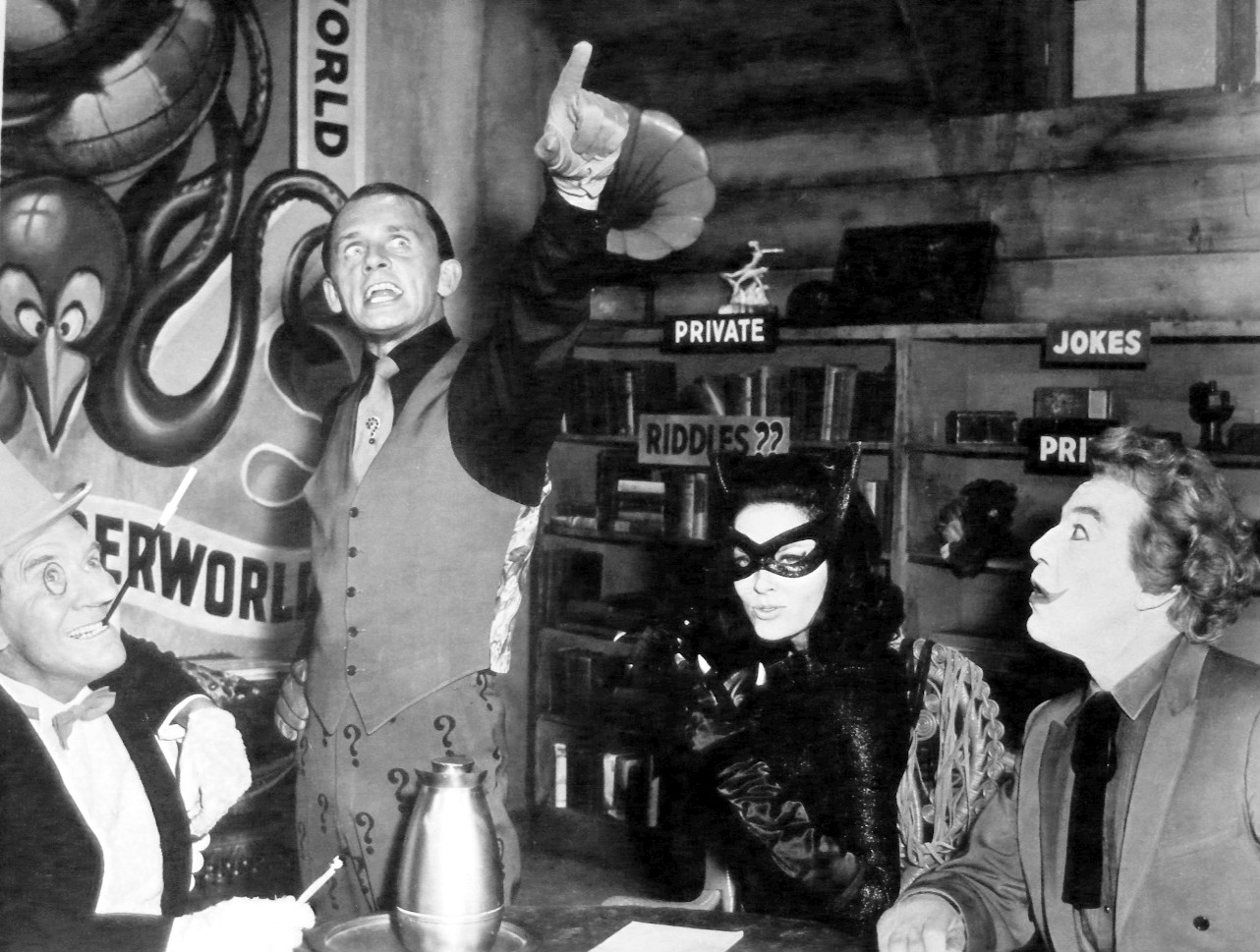
ابرشروران فیلم بتمن سال ۱۹۶۶، براساس کتاب‌های کمیک بتمن و مجموعه تلویزیونی بتمن در دهه ۶۰ میلادی.
از چپ به راست: پنگوئن، ریدلر، زن گربه‌ای و جوکر.

ابرشرور (به انگلیسی: Supervillain) گونه‌ای تبه‌کار بزرگ است که در داستان‌ها در مقابل قهرمانان به کاربرده می‌شود. ابرشرور بیشتر در کتاب‌های کمیک و فیلم‌های علمی–تخیلی و فیلم‌های اکشن استفاده می‌شود. نوعی دیگر از شرورها وجود دارند که به آنها ضدقهرمان می‌گویند یعنی فقط با قهرمان یا قهرمانان داستان مخالف هستند و هدف آن نابودی همه چیز و همه کس نیست؛ برای مثال شخصیت زن گربه‌ای ابتدا به عنوان یک شخصیت ابرشرور و یکی از دشمنان بتمن به تصویر کشیده می‌شد، اما از دههٔ ۱۹۹۰ به بعد او در مجموعه‌ها نقش یک ضدقهرمان را در ازای شخصیتی بدذات ایفا می‌کند.